# Porto Torres
Porto Torres –(wł. Port Wież) miejscowość i gmina we Włoszech, w półn-wsch Sardynii, na wybrzeżu Zatoki Asinara, w prowincji Sassari. Graniczy z gminą Sassari.
Według danych na rok 2019 gminę zamieszkiwało 21732 osób, 208 os./km².
Przykładowe daty wraz z liczbą zamieszkującej ludności (wg ISTAT):
- 1861 r - 2 025
- 1904 r - 4 225
- 1941 r - 7 331
- 1981 r - 21 990

Gmina Porto Torres ma powierzchnię około 102 km2. Obszar podzielony jest na dwie w przybliżeniu równe części. Wschodnia część, położona jest 25 km na wschód od przylądka Falcone. Obejmuje miasto, obszary przemysłowe, port i zabytki rzymskie. Zachodnia część składa się z dwóch wysp, Asinara i mniejszej Isola Piana. W 1997 cała część została Parkiem Narodowym Asinara.
Do lat 1960. miasto było raczej dużą wsią. Następnie, dzięki industrializacji, populacja szybko wzrastała. W latach 1980. lokalne zakłady petrochemiczne, zarządzane przez 'SIR Società Italiana Resine', straciły znaczenie. W latach 1981 - 2001 miasto zanotowało ujemny przyrost mieszkańców.
W Porto Torres bierze początek droga krajowa Strada Statale 131 "Carlo Felice", która prowadzi na południe do Cagliari, stanowiąca część Drogi Europejskiej nr E25. W mieście biorą początek drogi regionalne Strada Provinciale nr: 25, 34, 42 "Dei due mari", 57, 81, 93.
Koleje obsługiwane przez Trenitalia łączą miasto z resztą wyspy. Są tu dwa dworce kolejowe. Nowszy, zbudowany pod koniec XX wieku, uważany jest za dworzec główny; natomiast mniejszy z dworców, zbudowany w XIX wieku, zwany jest 'marittima'.
W Porto Torres znajduje się drugi do znaczenia port morski na Sardynii, zaraz po Olbia. Obecne obiekty są zbudowane na fundamentach z okresu rzymskiego. Wykonywane są połączenia z resztą Włoch, z Hiszpanią i Francją. Można stąd udać się też na wyspę Asinara. Niedaleko portów znajduje się terminal morski. Równocześnie na tym obszarze budowany jest nowy terminal pasażerski.

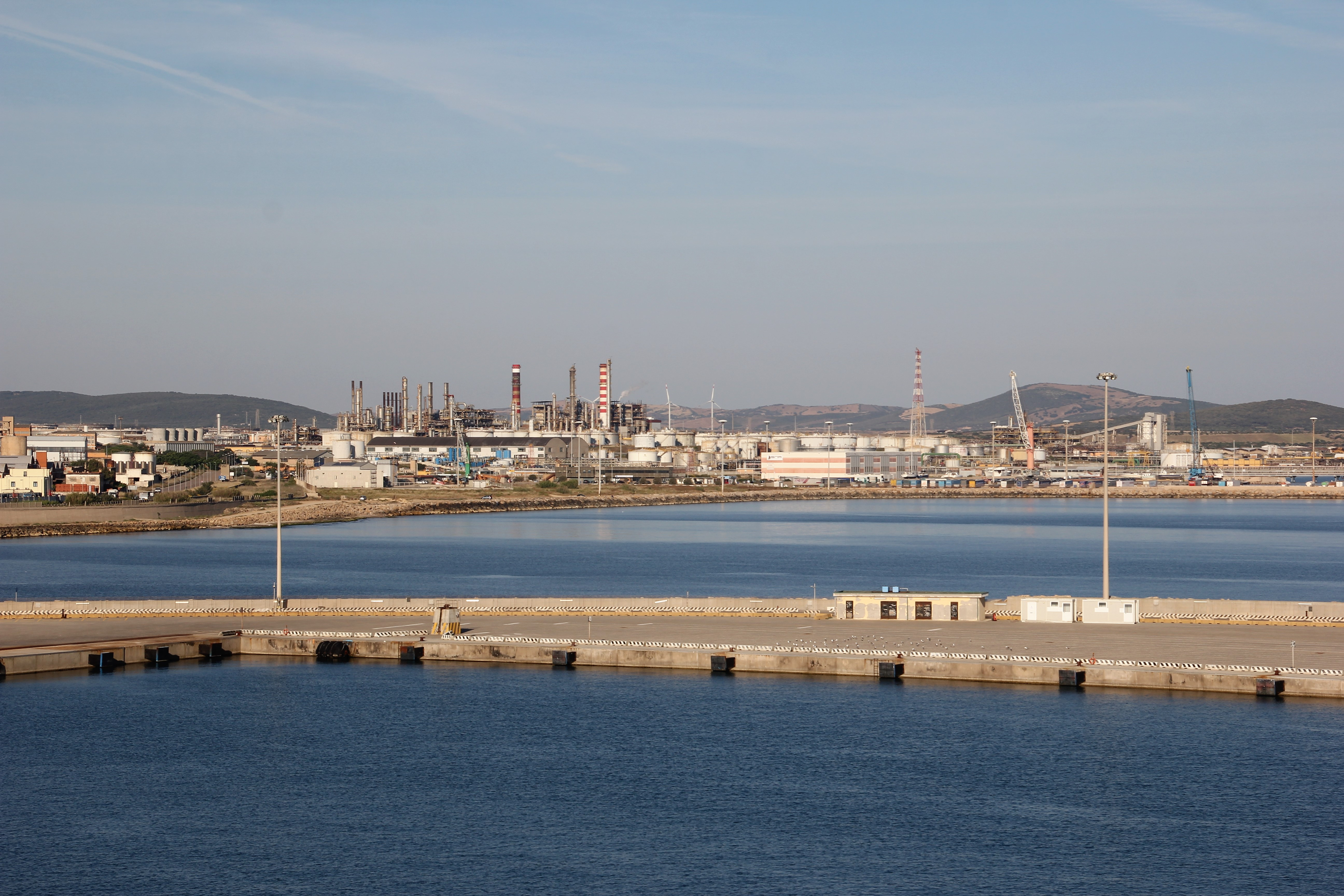
Porto Torres